# Thomas Molnar
Thomas Molnar (Budapest, 26 luglio 1921 – Richmond, 20 luglio 2010) è stato un filosofo, storico e politologo statunitense di origini ungheresi.

## Biografia
Molnar studiò all'Università di Bruxelles in Belgio e ottenne il dottorato in filosofia e storia presso la Columbia University di New York.
Fu visiting professor di filosofia e religione alla Università di Budapest. Autore di più di quaranta libri in francese e in inglese, scrisse su vari argomenti, dalla religione agli studi politici, all'educazione. Emigrò negli Stati Uniti, dove insegnò per molti anni al Brooklyn College.
Molnar affermò di aver tratto ispirazione per le sue opere da The Conservative Mind di Russell Kirk. Come Kirk, egli collaborò assiduamente con la rivista National Review. Inoltre, sia Kirk che Molnar furono membri dell'associazione Foederatio Internationalis Una Voce.
Molnar ammirava  Charles Maurras e scrisse che una della cause dell'"agonia della Francia" fu il mancato rispetto dei valori conservatori di Maurras.
Tra gli altri riconoscimenti, Molnar ricevette il Széchenyi Prize, dal Presidente della Repubblica d'Ungheria.

## Opere
- Thomas Molnar, Il declino dell'intellettuale, Torino, Edizioni dell'albero, 1965.
- Thomas Molnar, L'avvenire della scuola, Torino, SEI, 1968.
- Thomas Molnar, L'utopia, eresia perenne, Torino, Borla, 1968.
- Thomas Molnar, Vero e falso, Torino, Borla, 1968.
- Thomas Molnar, La controrivoluzione, Roma, Volpe, 1970.
- Thomas Molnar, Il vicolo cieco delle sinistra, Milano, Rusconi, 1970.
- Thomas Molnar, La sinistra, Milano, Edizioni del Borghese, 1972.
- Thomas Molnar, L'americanologia: trionfo di un modello planetario, Roma, Settimo sigillo, 2005.
- Thomas Molnar, Dove va la tradizione cattolica?, Roma, Settimo sigillo, 2005.